# Amerikansk fodbold
 Der er for få eller ingen kildehenvisninger i denne artikel, hvilket er et problem. Du kan hjælpe ved at angive troværdige kilder til de påstande, som fremføres i artiklen.

Amerikansk fodbold (også kaldet amerikansk/American football, europæisk fodbold hedder soccer i USA) er en sportsgren som er udviklet fra en kombination af rugby og europæisk fodbold. Spillet går ud på at løbe eller gribe bolden inden for modstanderens målfelt eller sparke bolden i modstanderens mål. I modsætning til almindelig fodbold dribles der ikke med fødderne. I stedet føres bolden frem af banen, enten ved at blive båret eller kastet og grebet. Det er tilladt at tackle ind på kroppen. Bolden er aflang og egner sig derfor bedre til kast end til at trille på jorden.
Sporten har størst udbredelse i Nordamerika, hvor NFL-ligaen tiltrækker de bedste spillere. En enkelt dansker, Morten Andersen har gjort sig bemærket som kicker på nogle af de bedste hold. I USA er kvinderne organiseret inden for Lingerie Football League (LFL), der tog sin officielle begyndelse i 2004 under navnet Lingerie Bowl, som et underholdende indslag i pausen af Super Bowl XXXVIII. Succesen var så stor, at man 2009 lancerede en officiel kvindeliga med 10 hold fra hele USA.
I Danmark har sporten siden 2000 været i fremgang, og der er kommet mange nye klubber og nye spillere til sporten. I 2017 var der mere end 4.200 aktive spillere fordelt på 63 klubber. Turneringerne arrangeres af Dansk Amerikansk Fodbold Forbund (DAFF). Der spilles med 11 spillere på banen fra hvert hold i de øverste ligaer, 9 i de lavere ligaer.
På U-12, U-14 og U-16 spiller man 7-mands, og på U-16 kan man også spille 9-mands.

## Spillet og reglerne
En kamp sættes i gang med cointoss, hvor udeholdet, inden mønten bliver smidt i luften, kan kalde heads eller tail (plat eller krone). Det hold, der vinder cointoss, har derefter mulighed for at vælge, om de vil sparke bolden, modtage bolden, hvilken banehalvdel de vil forsvare, eller de kan udskyde deres valg til anden halvleg. 
Efter cointoss sættes kampen i gang med kickoff. Det hold, der sparker, gør dette fra deres egen 35-yard linje. Det modtagende hold forsøger at gribe bolden og føre den så langt frem som muligt, inden boldholderen tackles. Derefter begynder selve deres angrebsserie.
Hvert hold har 11 spillere på banen i hvert play. Før et play starter, er de to hold opstillet på hver sin side af bolden (line of scrimmage). Et play starter, når centeren på det angribende hold snapper bolden, det vil sige afleverer bolden bagud mellem benene til en spiller, der ikke er på linjen, i de fleste tilfælde er det quarterbacken. 
Quarterbacken, der fungerer som spilfordeler, kan nu vælge at kaste bolden fremad til en receiver eller aflevere den bagud til en running back. Den, der har modtaget bolden, skal derefter løbe fremad med bolden, indtil han tackles eller løber ud over sidelinjen, eller om muligt ind i endzonen. Quarterbacken kan også selv løbe med bolden. Det gælder i alle tilfælde om at få bolden bevæget så langt fremad på banen som muligt, og om muligt score. Man må kun lave et fremadrettet kast i hvert play. Det er derimod altid tilladt at aflevere bolden bagud(lateral), men det ses meget sjældent i NFL, da det kan være meget risikabelt, hvis den modtagende spiller ikke griber den, og det resulterer i en fumble, som betyder, at både angrebet og forsvaret har ret til at få fingre i den.
Banen er 120 yards (109,7 meter) lang og 53 1/3 yards (48,8 meter) bred. Målene står midt på hver af de korte sider af banen (endlines) og består af 6,1 meter høje stolper i en afstand af 18 1/2 fod (5,6 meter) fra hinanden. Stolperne udgår fra en tværstang 10 fod (3,0 meter) over jorden. 

### Angreb og downs
Det angribende hold skal for at beholde bolden bevæge den mindst 10 yards (9,1 meter) fremad i højst fire forsøg. Forsøgene kaldes downs. Undervejs i spillet angives det, hvilken down man spiller, og hvor mange yards, der mangler til en ny første down. 1st & 10 betyder derfor, at det er første down, og der mangler 10 yards. Hvis spillet f.eks. giver 3 yards, vil næste spil så være 2nd & 7. Tredje down er normalt den sidste chance for at konvertere til en ny første down. Får man den ikke, er det nemlig fjerde down. 
I de fleste situationer vil man ikke risikere at kaste eller løbe bolden på fjerde down, fordi det andet hold overtager bolden, hvor angrebet "efterlader" den, altså vil det andet holds angreb starte der på banen, hvor det første holds angreb sluttede, hvis det ikke lykkes at få bolden 10 yards frem. I stedet kan man forsøge et field goal, hvis man er tæt nok på målet. Er det ikke tilfældet, vil man punte (slipsparke) bolden. Herved sparker punteren bolden så langt ned på banen som muligt, hvorefter det andet hold modtager bolden. Dette vil være at foretrække, da det så er sværere for det andet holds angreb at komme tæt nok på til field goal eller måske at score touchdown.

### Scoring
I amerikansk fodbold er der flere måder at score på. Hvis en receiver fra det angribende hold griber bolden i endzonen, eller en spiller løber bolden ind i endzonen, er det et touchdown. Dette giver 6 point. 
Hvis bolden af en spiller (kicker) fx (Morten Andersen, som sidste år slog rekorden som kicker) fra det angribende hold sparkes over tværstangen og imellem målstolperne eller deres tænkte forlængelse opad, scores et field goal, som giver 3 point. 
Efter et touchdown er der mulighed for at score et ekstra point ved at sparke et field goal fra kort afstand (i NFL snappes bolden fra 2-yard linjen), eller eventuelt at score 2 ekstra point ved en 2-point conversion. De 2 point udløses, hvis bolden bliver løbet eller kastet ind i endzone som ved et normalt spil – men der er kun én chance. Endelig giver en safety også 2 point. En safety er, når boldføreren tackles i sin egen endzone, og det er altså det forsvarende hold, der her scorer.

### Spillerne
I amerikansk fodbold er spillerne langt mere specialiserede, end vi er vant til i vores form for fodbold. Da der er fri udskiftning mellem det enkelte play, er det normalt ikke de samme spillere, der er på banen, når et hold er i angreb, som når de forsvarer. Spillerne deles simpelthen op i tre kategorier: Angreb, forsvar og special teams.
De 11 spillere, som udgør angrebet består af 5 linemen (2 tackles, 2 guards og en center), en quarterback (QB) og 5 andre spillere, som må gribe bolden. Disse 5 spillere sammensættes af wide receivers (WR), tight ends (TE), halfbacks (HB) og fullbacks (FB). I en typisk opstilling er der to WR, en TE, en HB samt en FB, men det kan variere. Det er dog kun lovligt for den yderste mand på linje eller spiller i backfield at gribe bolden. Derfor kan der opstå situationer, hvor en reciever ulovligt kommer til at gribe bolden. Spillerne, der udgør den offensive linje, bærer numre mellem 50 og 79. Ingen med disse numre må gribe bolden.
De 11 spillere på forsvaret inddeles i linemen, linebackers (LB) og defensive backs (DB). Den almindeligste opstilling kaldes 4-3 forsvar. Den har 4 linemen (2 tackles og 2 defensive ends), 3 LB og 4 DB (2 cornerbacks og 2 safeties).
Special teams udgøres af de spillere, der har særlige opgaver i forbindelse med kick off, punts og field goals. Ud over punteren og kickeren er der en holder (kun på field goal), en long snapper, en punt returner, en eller to kick off returnere og måske en kick off specialist. Selv om det er special teams, der har mindst tid på banen, er det ofte dem, der har den afgørende rolle i en tæt kamp.

#### Linebacker
I amerikansk fodbold er en linebacker en forsvarsspiller, der normalt ligger placeret lige bag den defensive linje. Der er normalt tre eller fire linebackers på banen ud af de 11 forsvarsspillere.
Der findes to former for linebackers, inside og outside linebackers. Inside linebackeren (der også ofte kaldes middle linebacker) er de(n) midterste i kæden, mens outside linebackerne (af og til kaldet strongside og weakside linebackers) ligger placeret yderst, på hver sin side af inside linebackerne.
Linebackeren er ofte den ledende spiller i forsvaret, da han er placeret længere bagude og dermed har et bedre overblik end den defensive linje. Derfor kaldes linebackere af og til også "forsvarets quarterbacks", med hentydning til quarterbacken, der er den ledende spiller på det angribende hold.

#### Kendte linebackere
- Ray Lewis
- Brian Urlacher
- Derrick Brooks
- Junior Seau
- Lawrence Taylor
- Brian Bosworth

### Forsvarsspil
Forsvarets vigtigste opgave er at forhindre angrebet i at score og vinde yards. Hvis en forsvarsspiller griber bolden for næsen af en receiver (interception) eller får fat i en mistet bold (fumble), har de mulighed for at returnere den til touchdown. I den situation bliver forsvaret pludselig til det angribende hold. På forsvaret har linemen typisk til opgave at nå ind til quarterbacken på kastespil. Får de fat i ham, inden han har kastet bolden, kaldes det et sack. Kan de ikke nå ind til ham, kan de måske alligevel få en hånd på bolden, så kastet mislykkes. DB har normalt opgaven at dække op for kast, enten ved mandsopdækning af en receiver eller ved at dække en zone. Linebackers opgave kan være lidt af hvert, men de dækker ofte TE og RB. På nogle spil vil en eller flere ekstra forsvarsspillere forsøge at nå ind til quarterbacken. Dette kaldes en blitz eller et rush.

### Straf
Både angreb og forsvar kan idømmes en straf, hvis de overtræder reglerne. Straffen består i, at bolden flyttes frem eller tilbage på banen, og i nogle tilfælde udløses en automatisk første down. 
Eksempler:
- At holde en spiller (holding) på offense: 10 yard straf.
- At holde en spiller (holding) på defense: 5 yard straf.
- At forsinke spillet (delay of game): 5 yard straf.
- Tyvstart (false start): 5 yard straf.
- Offside: 5 yard straf.
- Encroachment: 5 yard straf.
- Intentional Grounding: 15 yard straf samt man mister en down. Det er, hvis quarterbacken bevidst kaster bolden væk, det vil sige ingen lovlig receiver var i nærheden, fordi han ellers vil blive sacked og dermed miste yards. Dette gælder kun, hvis quarterbacken stadig er i Pocket'en (bag ved liniemændene). Et Spike gælder ikke som Intentional Grounding, fordi det ikke er hensigten at undgå et sack.
- Tage fat i ansigtsbeskytteren på en modspiller (facemask) 15 yard straf (hvis der fx rykkes eller vrides i ansigtsmasken).
- Hvis en bold kastes, og en forsvarsspiller forhindrer receiveren i at gribe ved at rive ham ned eller lignende, kaldes det Pass Interference. Det er den næst hårdeste straf og giver et ubestemt antal yards, alt efter hvor forsvarsspilleren befandt sig, da Pass Interference blev begået. Kan sammenlignes med obstruction i almindelig fodbold. Både offense og defense kan lave Pass Interference, men det er oftest forsvaret, der bliver idømt denne straf.
- Nogle af de hårde straffe er følgende: Roughing The Passer (= at tackle QB'en, efter han har kastet bolden), Unsportsmanlike conduct (usportslig optræden) og Unnecesarry roughness (unødvendigt voldsomt spil).
- Den hårdeste straf er 'Ejection from the game', som en spiller idømmes, hvis han har lavet en meget grov forseelse og skal smides ud af kampen. Det skete eksempelvis i en kamp med Washington Commanders (tidligere: Washington Redskins og senere: Washington Football Team), hvor en spiller blev smidt ud for at spytte.

## Historie
Den første officielle amerikanske fodboldkamp blev spillet den 13. november 1875 mellem collegeholdene Harvard og Yale. Dengang var sporten meget lig rugby. For eksempel gav et touchdown oprindelig fire point, mens et field goal gav fem, og det fremadrettede kast, der i dag er en meget integreret del af sporten, blev først tilladt i 1906. Et field goal har givet tre point siden 1909 og et touchdown seks point siden 1912.
Det første forsøg på en regulær liga kom i 1902, da NFL blev oprettet. Den bestod dengang primært af konverterede baseballspillere fra holdene Philadelphia Phillies, Philadelphia Athletic og Pittsburgh Stars.
De første nedskrevne regler kom i 1876 og blev forfattet af Walter Camp, som i dag regnes for denne sportsgrens "fader".
Det ældste stadig eksisterende hold, Arizona Cardinals, blev oprettet under navnet Morgan Athletic Club i Chicago i 1899. De blev først kendt som "Cardinals" i 1920 og flyttede til Phoenix, Arizona i 1988; først under navnet Phoenix Cardinals, men skiftede til betegnelsen Arizona Cardinals i 1994 for at appellere til et bredere publikum (hele staten frem for kun byen Phoenix).
Den første spiller, der blev betalt for at spille, var William Heffelfinger, som i 1872 fik den dengang i svimlende sum af 500 dollars for at spille én kamp.

## Offense
Offensive linemen: deres primære opgave er at blokere på løbe – og kastespil. På nogle spil, i stedet for at blokere manden foran dem, kan de ”pull”, det vil sige, bevæge sig rundt bag en anden offensive lineman, idet spillet starter, for at blokere en modspiller på enten den ene side af centeren i et indadvendt løbespil – kaldet et ”trap” – eller et udadvendt løbespil – kaldet et ”sweep”.
- Offensiv tackle (OT) – den offensive tackle står på hver side af de offensive guards. Deres rolle er primært at blokere på både løbe – og kastespil. Området fra den ene tackle til den anden kaldes ”close line play”, i hvilken blokeringer/tacklinger bagfra er lovlige, i modsætning til alle andre steder på banen. For en højrehåndet quarterback er den venstre tackle hans vigtigste beskyttelse i angrebet, idet netop denne spiller dækker hans ”blindside”. Den venstre tackle er derfor ofte hurtigere end den anden tackle, i det han skal være i stand til at stoppe ”speed rushers” på Defensive End-positionen. Ligesom en guard vil tacklen i mange tilfælde være nødsaget til at ”pulle” på et løbespil, når der er en tight end på hans side.

Beskrivelsen ovenover gælder dog kun, når der bliver brugt en afbalanceret linje (lige mange spillere på hver side). I en ubalanceret linje kan der godt opstilles spillere med betegnelsen guard og tackle ved siden af hinanden.
- Tight End (TE) – tight ends er opstillet før hver spil på ydersiden af de offensive tackles. Deres rolle er primært at blokere på udadvendte løbespil, men skal også være i stand til at gribe bolden på kastespil. Hvis en tight end bevæger sig væk fra den offensive tackle, kaldes han en ”split end”. Mange moderne formationer har én tight end og én split end. På samme måde benytter mange formationer sig også af en wide receiver i stedet. Nogle gange referer man til en formation med tre tight ends. Dette betyder i realiteten, at en ekstra blocker (en wingback eller en ottende lineman) er blevet indskiftet til fordel for en wide receiver. Dette sker især i shord-yardage spil, hvor wide receivers ikke er nødvendige.

- Wide Receiver (WR) – wide receivers er hurtige gribespecialister. Deres primære opgave er at løbe kasteruter og gøre sig selv fri. De skal sjældent blokere. En wide receiver må opstilles på line of scrimmage og blive talt som en af de 7 obligatoriske spillere i en formation (en split end), eller han må stille sig nogle skridt eller mere bag ved linjen, og blive talt som en af spillerne i backfield (en flanker, hvis han er på ydersiden, en slot, hvis han er på indersiden). Der er generelt to typer receivers, ”speed” og ”possession”. En speed-receivers primære opgave er at søge langt ned af banen og skabe en dyb trussel, og trække en defensive lineman med sig, så denne ikke længere udgør en trussel for et ”pass rush” på quarterbacken. En possession-receiver har mere sikre hænder end speed-receiveren og bruges til at holde angrebet kørende i short – og middle-yardage spil, for at fremskaffe en første down. Han mangler dog hurtigheden til at angribe forsvarets dybe backfield.

- Fullback (FB) – fullbacken er placeret bagved midterlinjen og fungerer primært som blocker, men også som runner og til tider short-yardage receiver. En klassisk fullback er mere kraftfuld end en running back. Mange moderne formationer benytter ikke en fullback. Når de benyttes, bruges de primært til at blokere op ad midten for at skabe et hul til running backen.

- Running Back (HB) – kaldes ofte for en halfback, deraf forkortelsen. Running backen bærer bolden i de fleste løbespil og bruges ofte som en short-yardage receiver. Running backs er, ligesom wide receivers, de hurtigste spillere på offensiven. De fleste foretrækker ikke at løbe lige ud, men derimod at lave små hurtige finter, spins og cutbacks, for at finde et hul i den defensive linje.

- Tailback (TB) – en running back, der er placeret bagved midterlinjen, den dybeste af alle backs på offensiven.

- H-back – h-backen er en hybrid position, som kombinerer evnerne fra en tight end, wide receiver og running back. En h-back opstilles på linjen det samme sted som en slotback – men dybere og ikke så langt ude på kanten. Denne benyttes ofte til at blokere for andre dybtliggende backs i offensiven.

- Wingback – en spiller, som placeres ved den yderste tight end, og en smule bagved line of scrimmage, hvilket simplificerer positionen som en wingback og ikke en tight end. Wingbacken bliver typisk brugt i ekstreme blocking situationer eller afbalancerede offensive formationer.

- Slotback – en spiller, som placeres ved den yderste offensive lineman, og en smule bagved line of scrimmage, hvilket simplificerer positionen som en slotback og ikke en tight end. Slotbacken er en typisk position i flexbone-formationer og andre triple options.

- Quarterback (QB) – quarterbacken er spilstyren på offensiven. Han modtager snappet fra centeren og kan derefter enten vælge at give den til en back, kaste den til en receiver eller løbe med den selv.

## Defense
I modsætning til offense er der ingen formelle defensive positioner. En spiller må placere sig, hvor end han vil bag ved line of scrimmage og udføre enhver lovlig handling. Dog opbygges defense på en bestemt måde. Spillerne inddeles i defensive ends og defensive tackles, som er den defensive linje. I backfield – eller secondary, som det også kaldes – inddeles spillerne i linebackers, cornerbacks og safeties.
- Defensive End (DE) – de to defensive ends er opstillet som de yderste i den defensive linje. Deres opgaver er at nå ind til quarterbacken på kastespil og blokere for løb på ydersiden (kaldet ”containment”). Den hurtigste af de to ends placeres ofte på den højre side af den defensive linje (quarterbacken’s venstre), fordi dette er quarterbackens blindside.

- Defensive Tackle (DT) – kaldes også en defensive guard. Defensive tackles er sidemænd i den defensive linje og er opstillet på indersiden af defensive ends. Deres funktion er, ligesom ends, at nå ind til quarterbacken på kastespil og blokere for løb på indersiden. En defensive tackle, som opstilles lige over for bolden, kaldes en nose-tackle eller nose guard. Nose tacklen er mest hyppig i en 3-4-formation og et quarter defense. Et defense har i de fleste tilfælde to defensive tackles, men det hænder, at de indsætter en tredje. Dette bruges især, når der skal blokeres for åbenlyse løb.

- Linebacker (LB) – en linebacker er placeret bag den defensive linje og skal udføre flere forskellige opgaver afhængig af situationen; nå ind til quarterbacken på kastespil, dække receivers eller tight ends og forsvare mod løb. De fleste defensive formationer har to eller tre linebackers. Linebackers er ofte inddelt i fire typer: strongside (LOLB og ROLB), middle (MLB) og weakside (LOLB og ROLB). Strongside linebackeren placerer sig oftest over for offensivens tight end. Han er som regel den stærkeste linebacker, idet han skal være i stand til at mane sig vej mod de offensive blockers og tackle running backen. Middle linebackeren skal identificere offensivens formation og derefter finde ud af, hvilke justeringer forsvaret skal lave inden spillet. Af den grund betegnes MLB også som forsvarets quarterback. Weakside linebackeren er oftest den smidigste og mest atletiske af linebackerne, idet han oftest skal forsvare og dække et større åbent område.

- Cornerback (CB) – i de fleste defensive formationer benyttes der to cornerbacks, men det afhænger også af antallet af receivere på offensiven. En cornerbacks primære opgave er at markere og dække wide receivers. En cornerback skal forhindre pass-completions fra quarterbacken. Det gør han enten ved at forhindre wide receiveren i at nå frem til kastet, skubbe bolden i jorden eller en anden retning eller gribe den selv. I rushing-situationer er deres opgave at fastholde og beskytte selve rusheren.

- Safety (FS eller SS) – en safety er den dybeste spiller i den defensive formation, placeret længst væk fra line of scrimmage. En safetys primære opgave er at hjælpe cornerbacks med deep-pass coverage, men også at dække området bagved linebackers. Strong safety (SS) er normalt den store og stærke safety. Hans primære opgave er at yde ekstra dækning over for løbespil ved at stå placeret mellem den free safety og line of scrimmage. Free safety (FS) er normalt den mindre og hurtigere safety, og dennes primære opgave er at yde ekstra opdækning på kastespil og forhindre pass-completions fra quarterbacken både på korte, mellemlange og lange kast.

Typisk vil et hold være interesseret i at have en safety, der er kendt som en ”hard hitter”. Mange hold er dog mere interesserede i at have en hybrid safety, som både kan være stor og stærk og samtidig hurtig og smidig. Dette er især en fordel i et Cover 2 forsvar, hvor strong safety har en endnu større rolle i kasteopdækning. Safeties bruges også i mange blitzes.
- Nickel og Dime Backs – i bestemte formationer sætter man en ekstra femte defensiv back ind (kaldet en nickel-formation), to ekstra femte og sjette (kaldet en dime-formation), eller endda tre femte, sjette og syvende defensive backs (kaldet en quarter-formation). Disse indsættes i den defensive linje hovedsageligt på løbespil, og i backfield hovedsageligt på kastespil. Nickel backs og Dime Backs bruges for det meste til ekstra kasteopdækning, når offense har mere end to receivers på banen, men de kan også bruges til at rushe quarterbacken eller running backen hurtigere, end en lineman eller de fleste linebackers kan. En startende cornerback, som er god til at blitze og tackle, vil blive refereret til som en nickel back, for at adskille denne fra andre cornerbacks.

Typiske defensive formationer vil være:
6-2-formation: 6 DL, 2 LB, 3 DB
5-3-formation: 5 DL, 3 LB, 3 DB
4-3-formation: 4 DL, 3 LB, 4 DB
4-4-formation: 4 DL, 4 LB, 3 DB
3-4-formation: 3 DL, 4 LB, 4 DB
Nickel-formation: 4 DL, 2 LB, 5 DB
Dime-formation: 5 DL, 1 LB, 6 DB
Quarter-formation: 1 DL, 3 LB, 7 DB
- DL – defensive linemen (defensive end, defensive tackle).
- LB – linebackers (LOLB, ROLB, MOLB).
- DB – defensive backs (cornerbacks, safeties, nickel backs, dime backs).

## Offensiv strategi
I offensiven er der fire typer af spillere: linemen, backs, quarterbacks og receivers. De forskellige opgaver for de enkelte spillere varierer fra spil til spil. Navnene i playbooks varierer en smule hos visse hold, men har dog i stor grad fælles betegnelser.

### Linemen
- Center: The Center (”C”) – centeren er spilleren, som snapper bolden til quarterbacken. Ligesom de andre fire linemen består hans job i både at lave run-blocking – det vil sige skubbe forsvaret væk fra boldholderen, så denne kan komme igennem – samt pass-blocking, hvilket betyder, at han skal forhindre defensive i at sacke eller på anden måde forstyrre quarterbacken. Centeren er også hovedsageligt ansvarlig for at justere blokeringer i den offensive linje og tildele linemen deres blocks, inden spillet starter.
- Guard: Guards (”G”) – opstiller på begge sider af centeren. Guards er typisk større end centeren og er bedre til at blokere på løbespil end på kastespil.
- Tackle: Tackles (”T”) – tackles er placeret yderst i den defensive linje. De er typisk de største offensive linemen (vejer gerne omkring 140 kilo), og er helt op til 205 centimeter høje. De skal dog også være smidige på banen, idet de skal forhindre defense i at lave pass-rush. Hvis et hold har en højrehåndet quarterback, placerer de som regel den tackle, som er bedst til pass-blocking, i venstre side af linjen, idet han skal forhindre defense i at lave et blindside pass rush på quarterbacken. En tackle skal altså også være hurtig på fødderne. Left tackles er de mest værdifulde og vigtigste spillere i den offensive linje, idet de fleste hold har en højrehåndet quarterback.

### Backs
- Quarterback: The Quarterback (”QB”) – quarterbacken placerer sig bag ved centeren. Han modtager bolden fra centeren i en bevægelse, som kaldes et ”snap”. I de fleste spil er quarterbackens primære opgave at kaste bolden til en receiver eller få det til at se ud, som om han kaster, men i stedet giver den til en back. Eftersom kastespil er den hurtigste måde at få bolden ført ned af banen på, er det vigtigt, at man har en quarterback, der kaster både præcist og hårdt, og som samtidig kan reagere hurtigt og finde de receivers, som er åbne. I nogle spil hænder det, at det er quarterbacken, som skal løbe bolden. Dette sker i en vis grad, hvis spillets receivers er dækkede og den defensive linje bryder igennem offensive line. På trick spil bliver quarterbacken nogle gange receiver. Dette kan blandt andet ske, hvis centeren laver et direkte snap til en back eller receiver, som derved bliver kaster på spillet.
- Halfback: The Halfback (”HB”) – bruges i stort set alle formationer til enten at blokere på kastespil eller løbe med bolden. Halfbacken kan placere sig bagved quarterbacken eller bagved en fullback, hvori dennes opgave hovedsageligt vil være at løbe bolden. Halfbacken kan også placere sig bagved en tight end eller wingback og blokere på udadvendte løb eller løbe en pass route.
- Fullback: The Fullback (”FB”) – fullbacken er også en running back, men i de senere år har denne position nærmere udviklet sig til en blocking back – altså en spiller, som dækker running backen på løbespil ned af banen og prøver at skabe et hul til denne. Fullbacken bruges også i nogle spil som receiver. Fullbacken er i de fleste tilfælde den fysisk store og stærke af de to backs, og bruges derfor ofte til at løbe short-yardage, idet denne har nemmere ved at kæmpe sig igennem defensive line.
- Tailback: The Tailback (”TB”) – tailbacken befinder sig på banen med udelukkende ét formål: at løbe bolden. Hvis et holds løbeoffensiv skal være succesfuld, afhænger det af tailbackens løbeevner. I visse spil skal tailbacken også blokere, og i nogle fungere som receiver, men dennes primære opgave er at løbe med bolden. Tailbackens position bemandes af en spiller under betegnelsen halfback, men er placeret dybest af alle backs – deraf navnet.

### Receivers
- Wide Receiver: The Wide Receiver (”WR”) – afhængig af formationen må et hold have mellem nul og fem wide receivers. De mest benyttede formationer benytter to af slagsen, dog er tre wide receivers i en formation også meget almindeligt. En wide receiver, som stiller op på line of scrimmage, kaldes en split end, mens en wide receiver, som stiller op bag ved line of scrimmage, kaldes en flanker, wingback eller slotback. Wide receivers er ofte de hurtigste og mest smidige spillere på offense. Deres primære opgave er at gøre sig selv fri – altså skabe afstand mellem dem og forsvaret, samt jagte passes fra quarterbacken og selvfølgelig gribe dem. Gode all-round receiver er også effektive downfield-blockers, selvom dette kun er en sekundær og sjældent benyttet funktion.
- Tight End: The Tight End (”TE”) – tight enden var tidligere en blocking position, men anses nu for at være en hybrid receiver/lineman. Tight Ends er nogle af de mest adrætte spillere på banen, idet de både skal være stærke til at lave run blok og pass block, og samtidig være smidige og hurtige nok til at løbe ruter og effektivt gribe bolden. En tight ends størrelse kan skabe matchup problemer for mindre forsvarsspillere – som cornerbacks – mens deres hurtighed giver dem en fordel over for større og tungere forsvarsspillere.
- H-back – h-backen er en spiller på størrelse med en tight end og erstatter fullbacken på banen. H-backen har et større gribeansvar end løbeansvar, idet denne for det meste benyttes som receiver på kastespil. H-backen må stå opstillet som den anden tight end på den modsatte side af den første, men opstiller som regel bag ved den første tight end.

## Offensive plays
På hvert hold er der forskellige plays i playbook’en, og alle disse går under bestemte navne. Disse navne er ”koder” for mange forskellige faktorer; formation, hul igennem defensive line, boldholder, side og så videre. Her er et løbespil, som en quarterback kunne kalde i huddle:
Pro Left I 25 Power
Det første ord symboliserer den offensive formation; i dette tilfælde er det Pro Set – én tight end og to wide receiver-formation, hvor fullbacken og running backen stiller op i samme dybde – en spiller i hver side.
Det andet ord indikerer den stærke side af formationen, generelt den side, hvor en tight end og flanker er placeret. Split end og wide receiver stiller op i den modsatte side (weak side). Tailbacken stiller også op i weak side. Der er formationer, hvor der er undtagelser: I-form-formation, hvor tailbacken er placeret i samme vertikale linje som fullbacken og quarterbacken. Der er også en undtagelse i en Triple Bunch, idet alle tre receivere er på samme side.
Det første tal i nummeret bestemmer, hvem der skal modtage bolden.
- 10 – Quarterback.
- 20 – Fullback.
- 30 – Running back/tailback.
- 40 – Tredje running back eller slotback.

Det andet tal i nummeret bestemmer, hvor boldholderen skal bryde igennem i linjen (imellem to linemen kaldet ”the hole”). Hullerne er enten til venstre eller højre for centeren.
Tallet 1 er symbol for hullet mellem venstre guard og center. Tallet 0 henviser til hullet ”igennem” centeren (primært når der køres et quarterback sneak). Tallet 2 henviser til hullet mellem center og højre guard.
Det sidste ord indikerer spiltypen. I dette tilfælde er det ”power”, hvilket betyder, at fullbacken vil blokere vej for running backen igennem den defensive linje.
Receivers har også deres egne betegnelser:
- X – Split End.
- Y – Tight End/Slot Receiver.
- Z – Wide Out/Flanker.

Kastespil bruger en anden form for navngivning. Siden det ikke altid er sikkert, hvem quarterbacken vælger at kaste til, har hver receiver en rute. Her er et eksempel:
I Y-Motion 245 H-Swing
Igen er I-formationen på spillet, men der er ingen strongside nævnt. Y-Motion bliver derefter nævnt. Y henviser til en tight end eller slot receiver, som skal gå i bevægelse (motion) lige inden snappet. Denne gang henviser de tre tal til tre forskellige receivere, og hvert tal symboliserer et nummer på kastelisten. Det første tal er X-receiveren (altså en Split End). Det andet tal er Y-receiveren (altså Tight End eller Slot Receiver). Det tredje tal er Z-receiver (altså Wide Out eller Flanker).
0 – Quick Hitch
1 – Quick Out
2 – Slant 
3 – Deep Out
4 – Drag
5 – Corner
6 – Curl
7 – Wheel
8 – Post
9 – Fly
I dette tilfælde løber split end en slant, tight end løber en drag, og flanker løber en corner. H-swing er en rute til backfield, i dette tilfælde en swing rute for tailback/running back.
På både løbe – og kastespil er blokeringsscenarier gennemtænkte og øvede. Forskellige typer af spil til forskellige typer scenarier kan også blive indkodet i spillene. For eksempel kan spil med 200 måske signalere til et play action pass protection, hvorimod 300 måske henviser til et blokerings-scenarie designet til lange kast fra quarterbacken. På kastespil henviser man linemen til at træde tilbage beskytte mod pass rush, med backs og tight ends til at hjælpe engang imellem. Der er en variation i disse i form af sprintouts, rollouts, play action passes og screen passes. På løbespil henviser man linemen til at skubbe fremad imod defense, for at flytte dem og hjælpe running backen til at få yards ved at skabe huller og blokere would-be tacklers. Variationen kunne f.eks. være pulling guards (bruges ofte på trap, counter, og andre udadvendte løbespil) og bruges også i draw plays.

### Løbespil
Valget af løbespil afhænger ofte af styrken på offensive line, og svaghederne hos defensive. For eksempel er løbespil på ydersiden af de offensive tackles tit gode, hvis man har en hurtig running back, idet de tungere og langsomme defensive linemen skal flytte sig hurtigere. Løbespil op af midten er gode, hvis man har en langsommere ”power” running back, idet den stærke back er sværere at tackle op af midten end på ydersiden. Nogle spil favoriserer også cutbacks fra running backen, idet smidige backs derved har lettere ved at komme igennem og få yards.
Løbespil kan altså afhænge af svaghederne hos defense. En svaghed, man kunne udnytte over for den inderste defensive lineman – defensive tackle – kunne være at lave mange løb på indersiden, siden offensive guards i teorien burde kunne skubbe defensive tackles tilbage, og derved skabe huller for running backen til at løbe igennem. Et hold med svage defensive ends kan have problemer med at forsvare sig mod løb på ydersiden, og et offense ville derfor i en sådan situation benytte sig meget af netop disse løbespil, for at fremskaffe mange yards på spillene.
- Plunge/Dive
- Sweep
- Reverse
- Off Tackle
- Student Body Right
- Draw
- Counter Trey
- Quarterback sneak
- Quarterback sweep
- Bootleg
- Option
- Counter
- Power
- Zone
- Trap Run

Nogle gange bliver et løbespil og kastespil blandet sammen til det, man kalder en ”flea flicker”, hvilket er et trickspil, hvor quarterbacken laver et hand-off til running backen, der lader som om, han løber, men i stedet stopper op, vender sig om og giver den tilbage til quarterbacken. De fleste gange, hvor quarterbacken laver et hand-off til running backen, tror cornerbacks, at offense kører et løbespil, og koncentrerer sig derfor om at holde sig ved line of scrimmage og lave run support. Quarterbacken kan udnytte dette og kaste dybt til en eventuelt fri receiver. Hvis spillet lykkes, resulterer det ofte i et touchdown.

## Offensive formationer
Der er mange offensive formationer og strategier som har udviklet sig gennem årene. Mange af disses formål er at prioritere kastespil og åbne for forsvaret, er mere uforudsigelige og går efter long-yardage.
- ”West Coast” Offense blev opfundet af Bill Walsh da han var offensiv koordinator hos Cincinnati Bengals i de tidligere 70’ere, og han benyttede det som træner på Stanford University, og hans succesfulde job hos San Francisco 49’ers igennem 1980’erne. Denne succes gav 49’ers tre Super Bowls under Walsh. West Coast Offense er kendetegnet ved dets korte og præcise kastespil som screens, flares og quick slants, og det at kaste til den receiver som er åben i stedet for at have en primær modtager allerede før spillet. Offensiven bruger altså ”progressions of receiver choice based on defensive coverage” i stedet for benyttelse af en “pre-determined pass catcher”. Coaches som benytter denne strategi træner deres quarterbacks til at være præcise, hurtigtænkende og have en god timing mellem ham og hand receivere. Hold i NFL som bruger denne offensiv har ofte trænere som har lært under Bill Walsh. Atlanta Falcons, Denver Broncos, Green Bay Packers, Houston Texans, Minnesota Vikings, New Orleans Saints, Seattle Seahawks, Philadelphia Eagles og Tampa Bay Buccaneers bruger alle variationer af West Coast Offense.

- The ”Air Coryell” Offense blev opfundet af Don Coryell og videreudviklet af hans assistenttrænere, inklusiv Joe Gibbs, Jim Hafinan og Ernie Zampese. Offensiven indeholder et markant power running game som først blev introduceret af tidligere University of Southern California head coach John McKay. Det som har gjort denne offensiven så populær, er dens evne til at strække banen ud vertikalt med dets kastespil og dets nummererede pass routes. Cincinnati Bengals, Detroit Lions, Miami Dolphins, San Diego Chargers, San Francisco 49’ers, Washington Redskins og University of Maryland er blandt dem som bruger denne form for offensiv.

- The Run & Shoot Offense (også kendt som Run & Gun) blev populært i NCAA og NFL i 1990’erne, men blev opfundet langt tidligere. Offensiven kendetegner sig ved kun at bruge én running back og hele fire wide receivers, og bruges ved at justere offensiven efter defensivens formation. Hvis en modstander indsætter seks defensive backs til at opdække de fire wide receivers, løbespil vil være effektive på grund af manglen af linebackers. På den anden side, hvis modstanderen ikke indsætter seks defensive backs, er der opstået et andet mismatch, idet langsomme linebackers nu skal dække lynhurtige receivers over et større område. I begge tilfælde kan spillet ændres ved line of scrimmage, for at det bliver succesfuldt. For at tilføje noget til disse pre-snap adjustments, bør det nævnes at receivers på et Run & Shoot Offense vil justere deres løberuter under spillet baseret på defensivens positioner. Dette kræver intelligente receivers og quarterbacks for at spillet skal fungere. The Run & Shoot Offense førte til utrolige resultater i NCAA og NFL: nogle af dets mest succesfulde benyttere var det tidligere 1990’er University of Houston ført an af Jack Pardee og John Jenkins, og også NFL’s Detroit Lions, Atlanta Falcons og Houston Oilers. Selvom det er faldet i popularitet og er forsvundet meget fra NFL, bliver det stadig brugt af University of Hawaii og head coach June Jones, og dets filosofi om at sprede defensiven for at kunne løbe bolden mere effektivt lever videre hos også andre trænere som Rich Rodriguez og Urban Meyer. New England Patriots bruger også denne offensiv til tider når de spiller kampe i NFL.

- The Erhardt – Perkins offensive system (også kendt som “Smashmouth” football), er et power run style offense. Smashmouth football er en af de ældste offensive strategier som blev udviklet, og afhænger meget af om man har en stor og stærk running back som kan løbe op af midten og skaffe yards, også efter hits (YAC – yards after contact). Dette offense bruger løbet til at opsætte kastet via. Play Action spil, hvor de faker et løb og i stedet kaster dybt i backfield når defense mindst venter det, især når en safety bliver kaldt bag line of scrimmage for at støtte med run support. Power-offensiver er nødt til at være tålmodige i deres fremgang og filosofi, og fungerer bedst når holdet samtidig har en god defense som forhindrer modstanderen i at score. Power football gør det muligt for offense at kontrollere bolden i længere tid af gangen, og derved forhindre modstanderen i at få bolden og score. Det kaldes også mange gange for ”three yards and a cloud of dust” football (”tre yards og en sky af støv” football). De mest kendte hold som har brugt denne offensiv stammer tilbage til ”the good-old days”, som for eksempel Ohio State Buckeyes, Chicago Bears, Green Bay Packers og New York Giants.

## Defensive strategier

### Defensive formationer
Spillere på defense er ofte delt ind i linemen (defensive tackles, ends og nose guards) og linebackers og defensive backs (cornerbacks og safeties). For at beskrive den primære formation af defensive linemen, linebackers og backs, bør det nævnes at antallet af linemen ofte bliver efterfulgt af antallet af linebackers. Den mest benyttede defensive formation er fire linemen og tre linebackers (4-3), men grupperinger med tre linemen og fire linebackers (3-4) bliver også brugt af mange hold. Antallet af defensive backs bliver som regel ikke nævnt.
På spil hvor defense forventer et kast bliver der dog ofte lagt stor vægt på antallet af defensive backs. Når en fra den defensive linje bliver udskiftet med en defensive back, bliver de fem defensive backs beskrevet som en ”nickel”-formation. Hvis der bliver indsat en sjette defensive back kaldes det en ”dime”-formation, og i sjældne tilfælde hvor en syvende defensive back sættes ind kaldes det en ”quarter”-formation. Utraditionelle defensive formationer er sjældne, men ofte meget succesfulde.

### Basal kasteopdækning (pass coverage)
Selv på åbenlyse løbespil, er defense nødsaget til at holde øje med receivers. Der er to generelle systemer når man skal forsvare sig overfor kast:
- Mand-til-mand, hvor hver receiver er dækket af en defensive back eller linebacker.
- Zone, hvor bestemte spillere (som regel defensive backs eller linebackers, i sjældne tilfælde linemen) bliver tildelt et område på banen som de skal dække.

I de fleste tilfælde er mand-til-mand opdækning mest effektiv på korte kast, mens zone opdækning er mest effektiv på lange kast

### Avanceret kasteopdækning (pass coverage)
For at lave en fælles betegnelse, kaldes de fleste defensive systemer for ”cover” når det gælder pass coverage, og et nummer til at beskrive systemets kombination. Der kan kun være op til fem lovlige receivere på et spil (quarterbacken er også lovlig men det sker sjældent at han bliver kastet til), mens der er mindst syv pass defenders i en 3-4-formation i et mand-til-mand forsvar. Nogle af pass coverage spillerne må enten blitze (overskride line of scrimmage i et forsøg på at sacke quarterbacken), give dobbelt opdækning på en receiver eller hjælpe andre defensive spillere med pass coverage. I en zone coverage har alle defensive linebackers og backs en pass coverage opgave.
- Cover 0 – striks mand-til-mand opdækning uden hjælp fra safeties (som regel et blitzspil med mindst fem linemen der overskrider line of scrimmage).
- Cover 1 – mand-til-mand opdækning med en fri safety som ikke har en mand han skal opdække, så han i stedet kan læse quarterbacken og søge dybt.
- Cover 2 – uden tvivl den mest komplicerede zoneopdækning med safeties der står dybt og dækker halvdelen af banen hver. I Cover 2 bliver cornerbacks regnet for at være ”hard” corners, betydende at de har et markant running stop ansvar og generelt dækker for korte kast, selvom backen også skal følge med hvis receiveren søger dybt. Cornerbacken har altså både short-pass coverage og deep-pass coverage. Fordelen ved Cover 2 er at det giver en stor alsidighed til defense, idet cornerbacks kan koncentrere sig om både løbespil, short pass og deep pass med troen på at de har støtte fra de to dybe safeties. Ulempen ved Cover 2 er, at det kun efterlader syv mand i ”the box” (området tæt ved bolden ved snappet) til at forsvare mod løb. I kontrast efterlader Cover 1 og Cover 3 otte mand i ”the box”. Der bruges også en variant af Cover 2, hvor cornerbacks lige inden eller efter snappet trækker tilbage og safeties trækker frem, så de defensive opgaver byttes om. Denne strategi bruges ofte til at narre en quarterback som ikke har opfanget skiftet.
- Cover 3 – i et Cover 3 forsvar har de to cornerbacks og den fri safety et ansvar for at dække en dyb tredjedel af banen hver, imens strong safety stiller op som en linebacker. Denne formation opfattes for det meste som et run stopping defense, og det fokuserer på at forhindre deep pass plays og stoppe løbet, men tillade short passing i en vis grad.
- Cover 4 – i et Cover 4 forsvar har de to cornerbacks og den fri safety et ansvar for at dække en dyb fjerdel af banen hver (Cover 4 bliver også i mange sammenhænge kaldt Quarter). Denne formation bruges ofte som et prevent defense som benyttes i den sidste ende af kampen eller halvlegen, betydende at defense tillader løb og korte kast, men derimod dækker hundrede procent mod lange kast for at forhindre big plays.

### Andre opdækninger
- Bracket – et dobbelt opdækningssystem som skal forhindre en bestemt receiver i at gribe bolden. Der findes to typer bracket opdækning: high/low og in/out.

High/low opdækning betyder at den ene defensive spiller bliver mellem line of scrimmage og receiveren for at beskytte mod korte kast, mens den anden defensive spiller bliver bag ved receiveren for at beskytte mod lange kast.
Et godt angreb kan slå denne opdækning, men det gælder næsten kun hvis man har en løberute som går på inside. På en ”in” route laver receiveren en 90 grader drejning mod midten af banen og bruger hans hurtighed til at komme væk fra forsvarsspilleren der ligger ”high”. Quarterbacken må altså nærmest kaste over denne spiller og langt nok ind mod midten så forsvareren der ligger ”low” ikke kan komme ind og skubbe den væk eller lave en interception. Selvom risikoen på disse kast er store, vil et succesfuldt kast fremskaffe flere yards.
In/out opdækning er et system hvor den ene defensive spiller forsvarer mod løb på indersiden, mens den anden beskytter mod løb på ydersiden. Den mest simple måde at slå denne opdækning på er ved at lave en simpel ”go”/streak rute, hvor receiveren i bund og grund sprinter fra forsvareren ned ad banen. En enkelt tøven fra forsvareren om at droppe sin coverage opgave og løbe efter receiveren kan blive udnyttet.
- Zone Blitz – et spil hvor en linebacker eller defensive back blitzer og en lineman erstatter ham i pass coverage.

## Formationernes strategi
En effektiv defensiv afhænger af samarbejdet mellem de defensive spillere og en forståelse af hvilken coverage de er i. For eksempel ved cornerbacks i et Cover 2 forsvar, at hvis de beslutter sig for at følge en rute (for at prøve på at bakse bolden væk eller lave en interception) vil de have hjælp fra en safety dybere nede af banen. I et Cover 1 forsvar må safetien være opmærksom på at ingen af cornerbacks må have problemer med at dække deres receiver, og skal være klar til at støde til og hjælpe inden quarterbacken kaster hvis det bliver tilfældet. Typisk bliver et Cover 1 kun brugt hvis der er mere end to wide receivers eller andre kastetrusler.
At mixe defensive systemer og ikke være forudsigelig er vigtigt, især hvis et offense gennemskuer en defensiv formation eller coverage-system, og derved udnytter det til sin egen fordel. For eksempel, hvis defense laver et blitz og quarterbacken gennemskuer det (for eksempel hvis en defensiv spiller rykker frem til line of scrimmage lige inden snappet), ved han at de står over for et mand-til-mand coverage, og han vil derfor kigge efter sin hurtigste receiver i et forsøg på at kaste til ham, eller kaste hen mod det sted som den blitzende spiller har forladt.

### Specielle tilfælde
I det moderne spil hvor spillere bliver større og stærkere, leder defensive koordinatorer ofte efter specielle evner hos sine defensive spillere, i et forsøg på at overraske offense. For eksempel, i nogle defensive systemer gives defensive linemen pass coverage-ansvar. Siden Lawrence Taylors ankomst (pensioneret linebacker) vælger hold mange gange at rushe tre defensive linemen og en enkelt linebacker, en strategi som nærmest ikke var kendt før han kom til. På samme måde bliver defensive backs givet mere ansvar på løbespil. For eksempel, på spil hvor en running back løber langt ud på ydersiden, er det cornerbackens ansvar at running backen ikke får lov til at nå helt ud til sidelinjen, og sørge for at backen bliver presset til at løbe foran cornerbacken hvor der er større chance for hjælp fra en linebacker.
Moderne offensiver har tilpasset sig til disse strategier, og kræver ofte forskellige evner fra spillerne, især running backs, som udover at løbe med bolden også skal være i stand til at løbe deep pass ruter overfor linebacker coverage, og blokere for blitzende spillere fra defense på kastespil.

## Strategi

### 3-4
3-4 forsvaret faldt i popularitet gennem årene, men er levet op igen hos professionelle og college-hold. I navnet ligger, at der benyttes tre linemen og fire linebackers. Der er som regel fire defensive backs. Dog har de fleste hold siden 1990’erne brugt et 4-3 forsvar, primært fordi football i største grad er et ”rush first” spil (løb i højere grad end kast), og 4-3 forsvaret med fire linemen gør det sværere for offense at løbe bolden for mange yards, idet der tilføjes en ekstra lineman i defensive line. I et 3-4 forsvar kan hurtige linebackers, stående tilbage for at overvåge angrebets bevægelser, støde til mod en boldholder ned af midten. De kan altså hurtigt tilbyde hjælp til de tre defensive linemen som forsvarer mod løbet. I pass coverage, er de 4 linebackers allerede i en ”sitting-back” position, idet de kan følge spillets udvikling og dække mod korte og mellemlange kast.

#### Defensive line
Defensive line består af en nose tackle (NT) og to defensive ends (DE). Linemen i et 3-4 forsvar har en tendens til at være større end dem i et 4-3 forsvar, idet de skal fylde mere og dække et større territorium på den defensive front.
Den basale position for nose tackle er over for offensivens center. Denne position henvises ofte til som ”zero technique”. De to defensive ends står på flankerne af nose tacklen, overfor offensivens defensive tackles. Positionen overfor offensivens tackles henvises ofte til som ”five technique”.
Nogle 3-4 hold (som New England Patriots) bruger de tre defensive linemen til at holde de offensive linemen beskæftigede. I sådanne systemer har de defensive linemen hver to åbninger at forsvare. Nose tacklen skal forsvare mod de spil som kommer mellem center og guards. Hvert af disse to åbninger kaldes A åbning. De to defensive ends skal forsvare mod hver side af den defensive tackle han står over for. Hvert hul mellem guards kaldes B åbning og området på ydersiden af hver tackle kaldes C åbning.
Andre 3-4 hold (som San Diego Chargers og Dallas Cowboys) giver primært hver lineman ansvar for en enkelt åbning.

#### Linebackers
I et 3-4 forsvar er der opstillet fire linebackers (LB) bag den defensive linje. Linebacker-enheden består af to inside linebackers (ILB) – mere kendt som middle linebacker (MLB) – og to outside linebackers på flankerne (OLB). Outside linebackers står oftest tættere på line of scrimmage end middle linebackers, men står også i mange tilfælde i samme dybde eller dybere end en middle linebacker (selvom det er meget sjældent).
Styrkerne ved et 3-4 forsvar inkluderer hurtige MLB og OLB i opdækningen af backs i løbeforsvar og fleksibilitet til at bruge flere rushers for at forvirre quarterbacken under kastespil, dog uden at stå i mand-til-mand coverage mod receivere. Mange hold forsøger at forstyrre offensivens kastespil ved at rushe med fire forsvarsspillere. I et standard 4-3 system er disse fire rushers normalt de fire defensive linemen. Men i et 3-4 forsvar er den fjerde rusher normalt en linebacker – selvom mange hold (som Pittsburgh Steelers og Baltimore Ravens) bruger en talentfuld safety til at blitze og forvirre coverage, og give mange flere defensive muligheder i 3-4-formation. Men siden der er fire linebackers og fire defensive backs, kan den fjerde rusher komme fra alle otte defensive positioner. Dette er designet til at forvirre quarterbackens pre-snap defensive læsning.
En ulempe ved dette 3-4 forsvar er, at uden den fjerde lineman til at stå op mod offensive blockers og lukke løbeåbningerne, både den defensive lineman og linebackers kan blive overvældede af blocking systemer i løbespil. For at være effektiv, behøver 3-4 forsvar linebackers deres defensive linje til at beskæftige mindst fire offensive linemen, og forhindre dem i at lave tackles. 3-4 forsvar linebackers er nødt til at være meget atletiske og stærke nok til at stå imod blokeringer fra fullbacken, tight ends eller offensive linemen, og nå frem og få tacklet running backen.

#### Secondary
Et 3-4 forsvar bruger generelt fire defensive backs. To af disse er safeties, og de to andre er cornerbacks. En cornerbacks ansvar varierer alt efter hvilket coverage der bliver brugt. Coverage betyder simpelt hvordan forsvaret vil dække op overfor et kast. Cornerbacks vil primært opstille sig 3 til 5 yards fra line of scrimmage, og generelt prøve at lave et ”Jam” eller forstyrre receiverens rute indenfor de første 5 yards. En cornerback vil få to muligheder for at dække op overfor et kast: zone og mand-til-mand. I zone coverage er cornerbacken ansvarlig for et område på banen. I dette tilfælde skal cornerbacken altid blive tilbage og dække sin mand, men samtidig blive inden for sin zone, mellem sidelinjen og den modsatte spiller. Zone er et mere afslappet system som giver en mere årvågen defensiv secondary, mens den ikke har tæt opdækning. På denne måde er cornerbacken ansvarlig for at ingen modspiller bliver fri i hans zone, eller får lov til at løbe dybt i fri position hvis der ikke er hjælp fra en safety. I mand-til-mand coverage er cornerbacken derimod enerådigt ansvarlig for at dække receiveren overfor ham.
Den fri safety er ansvarlig for at læse offensivens spil og dække mod lange kast. Afhængig af defensivens spil kan han også være nødsaget til at lave run support. Han er opstillet 10 til 15 yards bag line of scrimmage, overfor centeren på banen. Han er den sidste linje i defensiven mod running backs og receivers som kommer forbi linebackers og cornerbacks. Han skal være hurtig og smart og i stand til at lave effektive tacklinger og samtidig være god til at læse spillet og advare sine medspillere om det.
Den strong safety er ofte større end free safety, og er placeret tættere ved line of scrimmage. Han er ofte en integreret del af forsvaret mod løb, men er også ansvarlig for at dække op overfor kastespil, især kast til tight ends.

### 4-3
4-3 forsvaret er formentlig det mest benyttede i amerikansk fodbold, og især i NFL. Det involverer fire defensive linemen, tre linebackers og fire defensive backs. Forsvaret bliver brugt meget på grund af dets balance og evne til både at stoppe løb og kast, samtidig med at man også kan bruge mindre spillere i den defensive linje.
Det originale 4-3 forsvar opstillede defensive tackles overfor offensive guards og defensive ends overfor offensive tackles, med middle linebacker i en linje overfor centeren og de to andre linebackers på ydersiden af de to defensive ends. Hvert hold har dog i dag sine egne variationer.

#### Defensive tackles
Der er to defensive tackles i et 4-3 system. Den første tackle kaldes nose tackle/guard. Nose tackle er ofte en smule større og stærkere og spiller et one technique, hvilket betyder at han står opstillet overfor venstre eller højre skulder af centeren, afhængig af hvilken vej spillet skal gå. Nose tacklens primære opgave er at stoppe løb og stå op mod et dobbelt team (hvilket bliver blokeret af to offensive linemen), og således frigøre linebackeren til at lave et spil. Den anden defensive tackle (også kaldet three tech) er ofte en smule mindre og hurtigere end nose tacklen. Han spiller et three technique, hvilket betyder at han står opstillet overfor venstre eller højre skulder af strongside guard. Opgaven for denne tackle er: forhindre løb, holde quards væk fra linebackerne og rush quarterbacken på kastespil.

#### Defensive ends
Defensive ends primære rolle i et 4-3 forsvar er, at nå ind til quarterbacken og skabe et pres. Defensive ends i et 4-3 forsvar er som regel de mindste i den defensive linje, på grund af deres hurtighed frem for styrke. De skal dog stadig være stærke nok til at kæmpe sig forbi offensive tackles, men også være hurtige nok til at jagte running backen når denne løber på ydersiden. Defensive ends spiller som regel et one technique, dog vil de i visse situationer være nødsaget til at spille et two technique hvis en tight end bliver kaldt ind for at blokere på et løb.

#### Middle linebacker
Der er kun én MLB i et 4-3 system, derfor kaldes det en middle linebacker (også kaldet Mike linebacker). Han fungerer som quarterback for forsvaret og er ofte den defensive leder. En MLB ansvar er at stoppe løb, dog vil han ofte trække tilbage i en zone coverage. På grund af dette, er MLB ofte den største og stærkeste af alle linebackers.

#### Outside linebackers
Ligesom i et 3-4 forsvar er der to OLB i et 4-3 forsvar. Disse backs er betegnet som Strongside-linebacker og Weakside-linebacker. Strongside-linebackeren står ofte i den side hvor offensivens tight end er opstillet, og er mange gange med til at blitze mod offense. Han skal dog også være med til at dække op for løb og vil som regel have ansvaret for at dække modstanderens tight end eller en receiver i backfield. Weakside-linebackeren vil generelt stå på den anden side end hvor modstanderens tight end er opstillet, og har derved mere frihed end Strongside-linebackeren. Weakside-linebackeren skal ofte blitze på offense eller dække op for screens.

#### Secondary
Secondarys rolle i et 4-3 forsvar er i stor grad identisk med dets rolle i et 3-4 forsvar.

### 4-4
4-4 forsvaret er baseret omkring hurtighed, adræthed og intelligens i stedet for at læne sig op af størrelse og styrke som mange andre forsvar gør. Alsidighed er en nøgle i systemet idet hver spiller kan have forskellige opgaver fra spil til spil. Det er et aggressivt og angribende forsvar fyldt med double, triple og multiple blitz packages som let kan blive skjult. Topprioriteten for et 4-4 forsvar er at stoppe løb, og med otte mand i ”the box” på hvert snap, giver det rigtig gode muligheder for netop dette. På samme måde er det også svært at finde ud af for offensiven hvor presset vil komme fra når forsvaret blitzer, idet der er hele otte mand i boxen. Den sidste fordel ved 4-4-formationen er, at det nemt kan justeres i forhold til offensiven. 4-4-formation kan hurtigt og nemt skifte over til en nickel eller dime-formation.
Den store ulempe ved en 4-4-formation er, at den er forholdsvis nem at lave big plays på, både på løbe – og kastespil. Skiftende retninger med hurtig acceleration er mest succesfulde over for et 4-4 forsvar. Hvis offense kan komme igennem linjen af linebackers, vil de højst sandsynligt have én, måske to spillere over for sig i secondary, og afhængig af deres coverage opgave, vil de måske ikke engang være i nærheden til at lave en tackling alligevel. Den anden måde forsvaret er sårbare er ved lange kast. Cornerbacken er ofte ladt alene uden hjælp fra safeties, enten i en mand-til-mand coverage eller 3 deep zone. Hvis en hurtig receiver kommer forbi denne forsvarer, er der som regel intet mellem ham og end zone. Håbet for formationen er dog så, at quarterbacken ikke når at kaste til receiveren eller har mulighed for det fordi han bliver presset hårdt eller sacked.

#### Defensive tackles
Imens størrelse uden tvivl er en fordel for en tackle i et 4-4 forsvar, er hurtighed og adræthed knap så vigtigt. Det er meget vigtigt for defensive tackles at de holder stand i deres område. De må ikke tillade den offensive lineman at snyde dem og komme forbi. Igen, er størrelse godt og hjælpsomt, men en mindre tackle kan også være effektiv hvis han har en god teknik. I et 4-4 forsvar vil en defensive tackle som regel stå opstillet ved B åbningen i en three technique (overfor hovedet på guarden). Afhængig af spillet, vil defensive tackle enten få besked på bryde igennem line of scrimmage, eller holde stand i sit område og prøve både at tage den offensive guard og tackle.

#### Defensive ends
Defensive ends primære rolle i et 4-4 forsvar er, at nå ind til quarterbacken så hurtigt som muligt. De skal være stærke nok til at kæmpe sig forbi de offensive tackles, men samtidig skal de også være atletiske så de kan nå tilbage i pass coverage som linebackers hvis det bliver nødvendigt. Defensive ends skal gøre alt for at nå ind til quarterbacken, og på løbespil skal de bevæge sig horisontalt ved line of scrimmage, men samtidig passe på cutbacks fra running backen.

#### Inside linebackers
Der er to inside linebackers i et 4-4 forsvar, også kaldet Mike og Buck linebackers. Begge to er inside linebackers, men Buck vil placere sig på strong side mens Mike vil placere sig på weak side. Det er vigtigt at de er aggressive og samtidig har en næse for spillet. Som i mange andre forsvar fungerer Mike som forsvarets quarterback og er ofte den defensive leder. Det primære ansvar for de to inside linebackers er at stoppe angrebets løbespil. Buck vil være mere aktiv i pass coverage end Mike. På grund af dette bliver Buck nødt til at være atletisk nok til at fungere som en slags SS.
Outside linebackers
Ligesom der er to inside linebackers er der også to outside linebackers. Disse to linebackers kaldes Sam og Rover. Sam står som regel opstillet på strongside, mens Rover står opstillet på weak side. Sam blitzer mange gange på offense, men skal også dække mod løb og holde øje med tight end eller en receiver i backfield. Rover står som sagt på weak side, men flyttes tit rundt for at justere formationen i forhold til offense. Rover er muligvis den mest alsidige spiller i et 4-4 forsvar. Afhængig af spillet kan Rover’s opgave udelukkende være at nå ind til quarterbacken eller gå i pass coverage. I en blitzing situation, vil Rover være den som i fleste tilfælde når ind til quarterbacken. Rover position kan spilles af forskellige atletiske personer lige fra en inside linebacker til en strong safety (SS).

#### Secondary
Cornerbacks er ofte alene i en mand-til-mand opdækning eller i en deep pass coverage, og de er nødsaget til at udvise exceptionel hurtighed og forståelse for spillet. De skal kunne læse spillet og være i stand til at stå de rigtige steder i zone coverage. Cornerbacks vil primært stå opstillet 3 til 5 yards fra line of scrimmage, men vil sjældent lave et ”jam” på grund af risikoen for et big play. Hvis cornerbacken laver et ”jam” og receiveren kommer forbi ham, er der store muligheder for et big play på offense. Selvfølgelig hjælper det hvis man har cornerbacks som kan hjælpe med run support, men deres primære opgave er at lukke ned for den receiver de skal opdække. Safetien i et 4-4 forsvar skal være en af holdets bedste atleter. Han skal være hurtig nok til at spille coverage og stærk nok til at hjælpe på løbespil. Han skal være intelligent og god til at læse spillet, så han kan stille sig i den rigtige position og lave et big play. Safetien vil oftest have ansvaret for at dække dybt ned af banen, men han kan dog også benyttes i blitzing-systemer.

### 5-2
Et 5-2 forsvar er et forsvar med fem linemen og to linebackers. Den ene defensive lineman stiller næsten altid op på strong side, mens en af backside linebackers står opstillet overfor den yderste offensive line spillers yderste skulder.
Fordi den ekstra defensive lineman giver en stærk defensiv mod løbespil, er det mere populært i ligaer der favoriserer løbespillet. Det bruges ofte i middle school og little league, men også i forskellige variationer i NFL og college.
Fordelen ved et 5-2 forsvar er at det tilføjer størrelse til din defensive linje, idet en linebacker bliver erstattet med en lineman. Dette hjælper når du vil beskytte dig mod short-yardage passing og løb på indersiden. Ulempen ligger i pass coverage – de fleste 5-2 hold vil rushe med alle fem defensive linemen, og derved efterlade kun seks pass defenders. I nogle situationer vil holdet droppe en lineman på rush og i stedet sende ham i coverage. Dette sker dog primært hvis forsvaret læser offensiven inden et kastespil.

### 3-3-5
3-3-5 forsvaret, også kaldet ”Mustang” består typisk af tre defensive linemen, tre linebackers og fem defensive backs: en free safety, to cornerbacks ved line of scrimmage og to safeties der bevæger sig rundt i backfield. De to safeties som holder øje med receivere og tight ends skal være hurtige og gode til at tackle, især uden for ”the box”.

### 5-2-4
5-2-4 forsvaret er en variation af 46 defense og 3-3-5, ofte kaldet ”Bear Down”. Formationen tager plads fra ydersiden og ind. En linebacker og en safety dækker på ydersiden, tackles opstilles i en C åbning, de skal begge blokere mod de to modstandere overfor dem på line of scrimmage. Afhængig af offensivens spil (inderside eller yderside) bestemmer forsvarerens rolle: hvis den yderste mand bliver blokeret sker der et outside containment og defensive end bevæger sig ned af linjen. Hvis den yderste mand kommer fri bevæger han sig ned af linjen, og defensive end skal prøve på at skaffe outside containment. Dette skaber to outside contain guys og tre inside players ned af linjen ved line of scrimmage.

### Nickel
Nickel forsvaret blev gjort populært af Miami Dolphins i 1970’erne og bliver nu flittigt brugt på åbenlyse kastespil eller på et offense der tit bruger fire receivers i deres formation. Defense har fem defensive backs og normalt fire defensive linemen og to linebackers. Et line-up med defensive linemen og tre linebackers bliver også brugt, men dette kaldes ofte 3-3-5 i stedet. 4-2 versionen af nickel er også meget populær fordi den ikke benytter en mindre ”run-stopping ability”.
Nogle hold favoriserer kast frem for løb. Hvis et hold har en god quarterback og tre rigtig dygtige receivere, ville det være tåbeligt at beholde en af receiverne på bænken, fordi traditionelle formationer inkluderer en fullback. Sådanne hold vil ofte udskifte deres fullback med en tredje receiver, også kaldet slot receiver. Dette sker især tit når der er brug for en pass completion, især på en 3rd and long situation.
Når en hurtig receiver bliver sat ind i stedet for en fullback, skaber det et mismatch på defense. Man kunne selvfølgelig forvente at weak side linebackeren kunne dække den tredje receiver, men der er kun en lille chance for at det ville lykkes. En typisk linebacker i NFL vejer omkring 245 pund (110 kg.) og er trænet til at levere big hits, hvorimod den tredje receiver formentlig vil veje omkring 185 pund (85 kg.) og som derfor er noget hurtigere. En receiver burde altså nemt være i stand til at løbe fra linebackeren og gribe et kast for en første down, så defense vil derfor i de fleste situationer udskifte weakside linebackeren og i stedet sætte en tredje cornerback ind.
Defense har nu tre cornerbacks og to safeties på banen, en total på fem defensive backs. Siden der netop er fem backs kaldes det en nickel-formation. Hvis defense står overfor et kasteglad offense, er det sandsynligt at de vil starte kampen i deres nickel-formation og sjældent gå i base-formation.

### Dime
Dime formationen bliver oftest brugt på åbenlyse kastespil. Formationen består oftest af seks defensive backs, og har enten fire defense linemen og en linebacker, eller tre defensive linemen og to linebackers. Det er meget sårbart overfor løbespil, og 4-1-formationen er især sårbar overfor draws, men de fleste gange formationen benyttes er hvis det ikke koster at offense løber langt, idet de skal have mange yards for en første down, eller tiden er ved at løbe ud.
Dime formationen adskiller sig fra nickel på den måde, at der bliver tilføjet endnu en defensive back til secondary. Den sjette defensive back kaldes en ”Dime back” (DB). Forsvaret får sit navn fordi en dime er to nickels.
Der er mange running backs i NFL som er ligeså gode til at gribe bolden som de er til at løbe den. I åbenlyse kastespil vil mange hold sætte deres running back i motion eller bruge ham som en fjerde receiver. Hvis et hold har fire dygtige wide receivers vil de endda i sjældne tilfælde udskifte deres running back og sætte den fjerde receiver på banen i stedet. Endnu engang har man en situation, hvor en hurtig receiver bliver dækket op af en langsommere linebacker. Dette er igen et åbenlyst mismatch, og forsvaret er i problemer. Forsvaret vil derfor udskifte en linebacker og i stedet sætte en fjerde cornerback på banen. Der er nu seks defensive backs på banen. Ligesom at fem defensive backs kaldes en nickel, kaldes seks defensive backs for en dime.

### Prevent
Prevent forsvaret bruges næsten udelukkende til at stoppe meget lange kast. Den bliver brugt på åbenlyse kastespil, som for eksempel en 3rd and very long situation, eller for at forhindre en scoring i de sidste minutter af kampen. Ellers bliver Prevent næsten aldrig brugt. Forsvaret bytter størrelse og styrke for hurtighed, og prøver at sørge for at ingen receiver slipper fri af sin markering. Et prevent forsvar bakker sin deep coverage så meget op, at den i visse situationer vil give mulighed for long yardage spil til offensiven, men gør muligheden for at score touchdown på et enkelt spil meget svær.
Quarter defense har tre defensive linemen, en linebacker og hele syv defensive backs. Quarter forsvaret får sit navn af den næste amerikanske mønt efter nickel og dime.
Half dollar defenses – med otte defensive backs – er meget sjældne og bruges ofte til at forhindre et Hail Mary pass (et langt kast mod flere receivere i et område nær end zone). Professionelle hold har måske ikke altid nok defensive backs på holdet til at køre en Quarter eller Half Dollar-formation, så wide receivers bliver i visse tilfælde sat ind i stedet, især i slutningen af kampen hvor receivernes hurtighed kan komme til gode for defense.
Quarter eller quarters kan også bruges til at beskrive en type af zone pass coverage, i hvilken fire defensive backs deler backfield ind i fire vertikale quarters for zone coverage. Denne coverage kombineres ofte med en 3-4 eller 4-3-formation, og bruges til at fjerne dybe ruter, og samtidig kunne benytte pass rush og run coverage.
Prevent forsvaret bruges sjældent i efterfølgende downs, eller med længere tid tilbage af kampen, idet offense sagtens ville kunne nå at føre bolden langt nok ned af banen til scoring.
I fjerde quarter med fem minutter igen og en føring på mindst sytten point, er det normalt at et forsvar går i Prevent. Idéen med dette er, at det andet hold skal bruge det meste af tiden. Tiden stoppes når spilleren med bolden træder out of bounds, så det vigtigste mål for defense er at holde boldholderen in bounds når han bliver tacklet. Den eneste fare for defense er hvis de giver offense mulighed for at lave et big play, for eksempel 25 yards eller mere på et løb eller kast. Det betyder ikke noget for defense om offense laver mange små spil på fire til otte yards hver gang, så længe at tiden hele tiden kører og til sidst rinder ud.
I dette tilfælde vil defense gå tilbage i en såkaldt soft zone. De vil højst sandsynligt spille med en nickel, dime eller quarter-formation. En soft zone betyder at alle safeties og cornerbacks står placeret fem til ti yards længere nede af banen. Den fri safety vil mange gange stå helt op til tyve yards længere nede. Der vil ikke blive brugt noget ”jamming” på receiverne ved linjen. Zone betyder at hver defensive back er ansvarlig for et område i backfield, så de hele tiden holder øje med quarterbacken, i stedet for at holde øjnene på en receiver, og måske blive snydt eller passeret på et kastespil. Det er meget let for offense at lave korte kast på et sådant defense, fremskaffe fire til otte yards på hvert spil, men det er næsten umuligt at lave et spil på tyve yards eller mere mod et sådant forsvar.
”The bend-no-break-nature” af prevent forsvaret giver offensiven mange nemme, små spil men ingen store, så defense kan gøre kampen uinteressant for tilskuerne. Nogle trænere undgår dog at benytte prevent og bruger i stedet samme forsvarssystem, også selvom de måske skal forsvare en lille føring med kort tid tilbage. Dette indebærer selvfølgelig en risiko. Hvis det ene hold derimod fører stort med kort tid tilbage, er prevent forsvaret næsten sikker på at give en sejr.

### Eight in the box
Området fyldt med defensive linemen og linebackers bliver ofte kaldt ”the box”. The box er oftest tre til fem yards i dybde og spænder den offensive linje i bredde. Normalt bruger man syv mand i boxen, men i nogle formationer sætter man en ottende mand ind for at yde ekstra run support. Dette gælder især når man møder en smashmouth-orienteret offensiv eller på short-yardage situationer. Den mest benytte eight in the box-formation i NFL er hvor strong safety bevæger sig fra sin position ti til femten yards nede af banen og ind i ”the box” lige inden snappet. Fra denne position kan han yde en effektiv run support, ”jamme” wide receivers og tight ends, blitze quarterbacken eller yde en pass coverage. På grund af de fremragende atletiske spillere i NFL, er det ikke unormalt at man i ”the box” yder deep pass coverage efter snappet, hvori man altså viser et Cover 1 forsvar overfor quarterbacken før snappet, og derefter skifter det til et Cover 2 eller 3 på få sekunder.

### 46/Bear
46/Bear er en variation af eight in the box, i NFL kaldes det ”The Bear” eller ”Bear defense”. Det er designet til at ligge pres på quarterbacken ved at opstille defense med tre defensive linemen dækkende center og guards og den fjerde lineman opstillet enten på ydersiden af tight end eller tacklen på weak side. Linebackers og strong safety er opstillet bag den defensive linje, for på samme måde at ligge pres på quarterbacken.
Nøglen i 46 defense er at begge outside linebackers står i samme side af formationen. Linebackers er opstillet bag den defensive linje, to eller tre yards fra line of scrimmage. Den primære taktik er at rushe fem til otte spillere på hvert play, enten for at nå ind til quarterbacken eller forstyrre løbespil.
Formationen var meget populær i 1980’erne i NFL, idet den var effektiv mod offensivens løbespil, og derfor tvang dem til at kaste. Kastespillet var meget svært for offensiven i 80’erne, idet de fleste spil var bygget op omkring play action pass. Mange NFL hold nu til dags bruger 46 defense som en ekstra package til deres base-formation. Baltimore Ravens er blandt andet kendt for at bruge 46 defense med stor succes, takket være defensiv koordinator Rex Ryan (søn af Buddy Ryan, som introducerede spillet som defensiv koordinator i Chicago Bears).
46 defense er dog sårbart overfor kastespil, især hurtige og timede kast, som dem i et West Coast Offense. Dette kom især til syne i sæsonen 1985, hvor Bears kun tabte til Miami Dolphins med Dan Marino som quarterback, som især benyttede sig af hurtige timede kast.

### Cover 1
Cover 1 forsvaret bruger kun én dyb forsvarsspiller, som regel en safety. Mange coverages i en Cover 1-formation er mand-til-mand med hver linebacker og defensive back som opdækker af en specifik spiller. Med kun én dyb safety kan man bruge den anden til at blitze quarterbacken eller hjælpe med mand-til-mand pass coverage.
Cover 1 systemer er som regel meget aggressive, og benytter sig meget af at give quarterbacken så kort tid som muligt til at tage en beslutning, mens man nedbryder offensivens pocket. Dette er den store fordel i Cover 1 systemer – evnen til at blitze fra forskellige pre-snap-formationer imens man går ind i et kompleks mand-til-mand coverage system før snappet. For eksempel må en safety godt blitze, mens en cornerback er låst i en mand-til-mand coverage med en wide receiver. Hvis cornerbacken blitzer quarterbacken skal safetien rotere ud i et mand-til-mand coverage overfor wide receiveren lige inden snappet.
Den største svaghed ved et Cover 1 forsvar er den enlige dybe forsvarsspiller i backfield, som skal dække et stort område og støde til og hjælpe i alle tænkelige deep-pass situationer. Offensiven kan angribe Cover 1 forsvaret ved at sende to wide receivers dybt i banen, bakket op med at quarterbacken har nok tid i ”lommen” til at vente på at en receiver bliver fri. Den dybe safety må beslutte sig for hvilken receiver han vil støde til mod, hvoraf den ene altså bliver fri.
I secondary er der også en svaghed: brugen af mand-til-mand coverage åbner for yards efter bolden er grebet. Mand-til-mand coverage bliver angrebet på forskellige måder af offensiver, blandt andet ved at låse deres bedste atleter fast på forsvarsspillerne ved at give dem bolden hurtigt før forsvareren kan reagere, eller designe spil som efterlader tomme områder i backfield, som en receiver så kan søge hen i.

### Cover 2
I et traditionelt Cover 2 system har de to safeties et ansvar dybt i banen, hvor de hver skal dække halvdelen af banen. Cover 2 kan blive brugt i alle formationer med en syvmands defensiv front som f.eks. en 3-4 eller 4-3. Der findes variationer af spillet, for eksempel Cover 2 Man, som betyder at de to safeties har et ansvar dybt i banen, mens cornerbacks og linebackers følger deres offensive markering i et mand-til-mand coverage. Cover 2 kan også blive parret med andre zone systemer: Cover 2 Zone betyder, at der er to safeties med et ansvar dybt i banen, men at cornerbacks og linebackers nu dropper tilbage til en specifik zone coverage, hvor de forsvarer mod kast.
Hold som bruger Cover 2 forsvar benytter sig ofte af filosofien: ”Bend-but-don’t-break”, idet de foretrækker at holde de offensive receivere foran dem til short-yardage, frem for at de løber bagom i dybe pass routes. Dette står i skarp kontrast til den aggressive Cover 1 stil, som efterlader offensivens receivere i mand-til-mand coverage med kun en enkelt dyb safety på defense. Ved at dele den dybe backfield mellem to spillere, kan defense minimere mængden af long-yardage kast drastisk.
Den største svaghed ved Cover 2 er, at der bliver et åbent område i midten af banen mellem de to safeties. Safeties forsøger at sprede sig for at kunne støtte op omkring hurtige receivers ved sidelinjen, og dette efterlader et hul på midten. Ved at sende en receiver (som regel en tight end) ind i dette hul, tvinger offense den ene safety til at træffe et valg: blive i det sårbare hul eller støde ud mod en wide receiver på kanten. Quarterbacken’s opgave er så at opfange safetiens beslutning, og bestemme den bedste matchup (hvilken mismatch er bedst; TE vs. S eller WR vs. CB).

### Cover 3
Cover 3 henviser til tre dybe forsvarsspillere, hver dækkende en tredjedel af den dybe backfield. Cover 3 systemer bruges for det meste til at forsvare sig mod kastespil, hovedsageligt dem som kommer dybt i midten af banen. Ulig Cover 2 systemer – der kreerer et naturligt hul mellem de to safeties – gør Cover 3’s ekstra dybe forsvarsspiller det muligt at dække midterområdet effektivt.
Det mest brugte Cover 3 system benytter sig af to cornerbacks og en safety. Inden snappet bevæger de to cornerbacks sig ind i deres zone for at dække mod dybe kast. Den ene safety bevæger sig mod midten af banen. Den anden safety er fri til at bevæge sig rundt i backfield, yde pass coverage eller blitze på offense.
En af de største fordele ved et Cover 3 coverage system er, dets evne til nemt at kunne flytte strong safety frem i boxen, uden at skulle ændre på coverage før snappet. Det er muligt for defense både at bruge mand-til-mand coverage og zone coverage ud af en otte mand stor defensiv front, i modsætning til Cover 2 som kun tillader mand-til-mand coverage med en otte mands front.
Cover 3 systemer er succesfulde overfor korte timede kast på ydersiden, på grund af de to cornerbacks trækker tilbage. Dette ligger dog pres på outside linebackers, idet de skal ind falde tilbage i deres zone hurtigt. En anden ulempe ved Cover 3 systemer er, at de er relativt nemme at læse for modstanderens quarterback. På grund af dette vil defense ofte lave variationer eller coverage ændringer før snappet for at forvirre quarterbacken.

### Cover 4
Cover 4 henviser til fire dybe forsvarsspillere, hver dækkende en fjerdedel af den dybe backfield. Cover 4 systemer bruges for det meste til at dække mod lange kast. Systemerne minder meget om et Prevent defense.
Det mest normale Cover 4 system involverer to cornerbacks og to safeties. Inden snappet trækker de to cornerbacks tilbage for at dække deres zone. Det samme gør de to safeties.
Ligesom mange andre coverage systemer, parres Cover 4 med både mand-til-mand coverage og zone coverage i dets mest basale form.
Den største svaghed ved et Cover 4 er de tilbagetrækkende defensive backs. Siden de defensive backs går i dybden, kan korte pass routes lykkes i stor grad for offense. Det bliver sværere at lave et stort spil på kast, men de korte kast vil være nemmere at lykkes med.

### Cover 0
Cover 0 henviser til hundrede procent mand-til-mand coverage uden nogen dyb forsvarsspiller. På samme måde som Cover 1, har Cover 0 de samme styrker og svagheder, især fordi en ekstra rusher bliver indsat på bekostning af en deep pass coverage hjælper. Dette efterlader hver pass defender alene med en mand i et forholdsvis stort område. Der er derfor gode muligheder for både at benytte sig af mellemlange og lange kast.

### Tampa 2
Tampa 2 forsvaret består typisk af fire defensive linemen, tre linebackers og fire defensive backs (to cornerbacks og to safeties). Systemet er kendt for den enkelhed, hurtighed og aggressive mentalitet fra dets spillere. Selvom det mangler den kompleksitet som andre forsvarssystemer har, er dens succes i høj grad afhængig af spillernes attitude og fortrinlig ”team speed”. Tampa 2 hold er kendt som ”group-tackles” og benyttes meget når offensiven løber bolden. Det afhænger også af, at man har en secondary som kan levere hårde hits og fremskaffe turnovers.

## Variationer
- Flag football